# Vought VE-7
Vought VE-7 – американский самолёт-биплан, выпущенный в 1917 году. Разрабатывался как тренировочный самолёт для ВВС США, модифицирован для использования в морской авиации. В составе авиагруппы авианосца «Лэнгли» стал первым американским авианосным истребителем.

## История

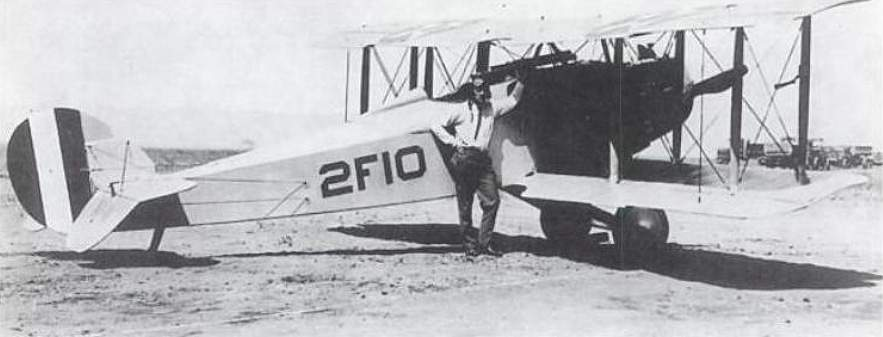
Самолёт VE-7SF, 1922 г.

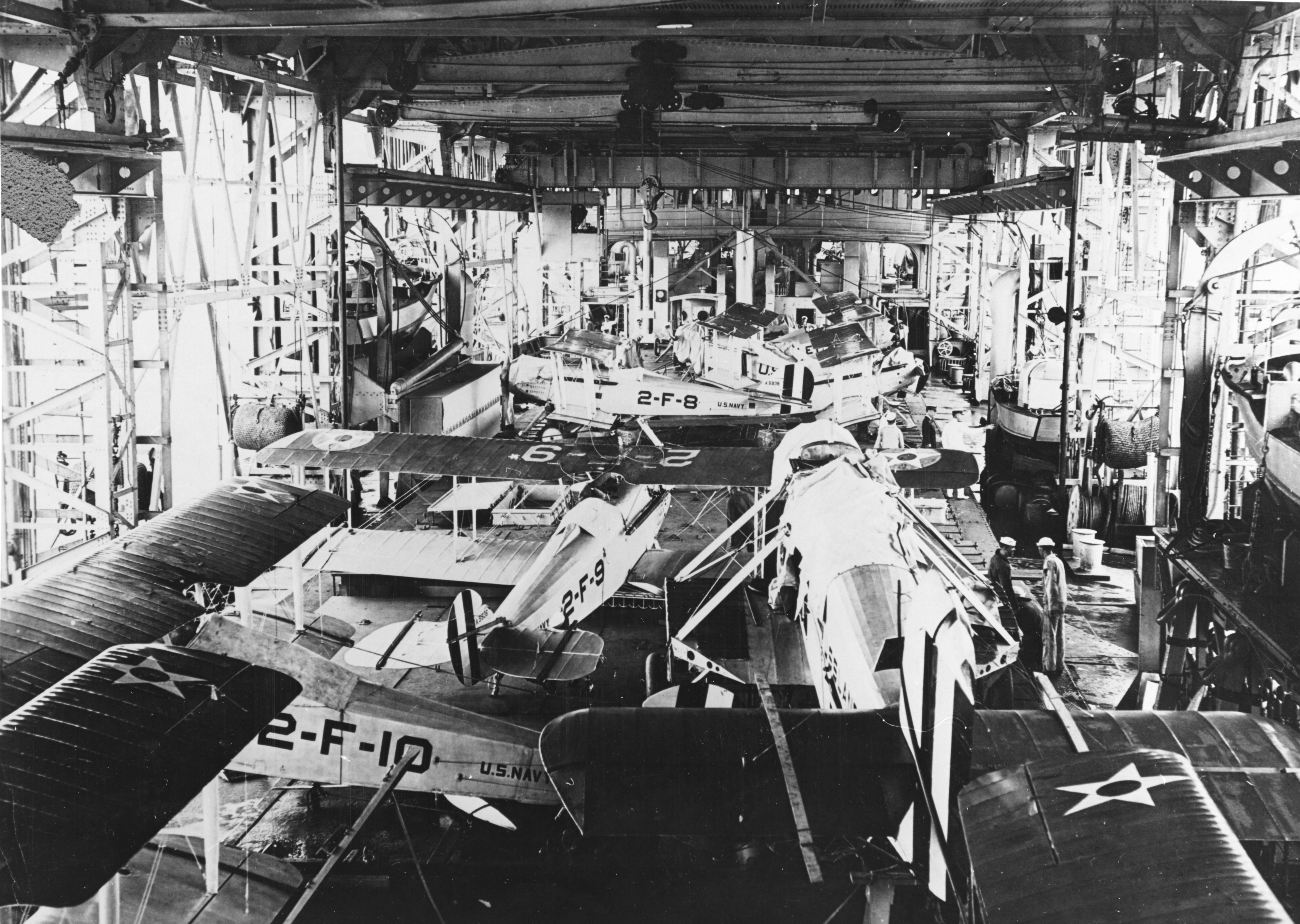
Самолёты VE-7SF в ангаре авианосца «Лэнгли», 1920-е гг.

Посадка на авианосец «Лэнгли», 1923 г.

Начиная с 1919 года некоторые американские линкоры оборудовались специальным настилом для взлёта лёгких самолётов. Поскольку посадка обратно на линкор была невозможна, после выполнения боевой задачи самолёт приземлялся на наземный аэродром. В этих экспериментах использовались самолёты нескольких типов: английские Sopwith Camel, Sopwith 1½ Strutter, французские Nieuport 28, Hanriot HD-1 и Vought VE-7.
VE-7 производства фирмы Lewis & Vought был модификацией тренировочного самолёта, выпускавшегося для ВВС США в 1917—1918-х годах. Первый VE-7 для морской авиации был выпущен в мае 1920 года. Это был одноместный биплан с двигателем Wright E-2 мощностью 180 л.с. и двухлопастным  деревянным пропеллером. На нём были установлены два пулемёта с синхронизатором. Вначале это были Vickers 7,7 мм, затем — Browning 7,62 мм. В двухместном варианте самолёт был вооружён 7,62-мм пулемётом Льюиса.
Флот заказал 139 самолётов VE-7, в основном в варианте истребителя, и ещё 21 самолёт модели VE-9. Сборка самолётов производилась на заводе фирмы «Воут» в Лонг-Айленд Сити (Нью-Йорк) и на государственном Военно-морском авиазаводе (Naval Aircraft Factory) в Филадельфии.
Всего было выпущено 9 модификаций самолёта. Модификация VE-7S (одноместный истребитель) имела скорость 188 км/ч, потолок 4500 м и дальность 470 км. Самолёт легко переделывался с колёсного шасси на поплавки.
Первый взлёт с авианосца CV-1 «Лэнгли» самолёт совершил под управлением капитана 3 ранга Вирджила Гриффина (Lt. Cdr. Virgil C. Griffin) 17 октября 1922 года.
29 ноября 1924 года, после длительного периода тренировок, «Лэнгли» вошёл в состав Тихоокеанского линейного флота. В январе 1925 года в состав его авиагруппы вошла Истребительная эскадрилья № 2, первая эскадрилья приписанная к авианосцу США. Эскадрилья имела на вооружении 18 самолётов VE-7S. Кроме истребителей «Лэнгли» в 1924 году имел самолёт связи и тренировочный самолёт.
Истребитель VE-7 оставался основным истребителем ВМФ США до 1926 года. В 1927 году, когда в состав флота вошли новые авианосцы CV-2 «Лексингтон» и CV-3 «Саратога», VE-7 был заменён на Boeing FB и Vought FU. Три самолёта VE-7 ещё некоторое время оставались на «Лэнгли» и по одному самолёту – на «Лексингтоне» и «Саратоге» для вспомогательных целей.

## Модификации
| Модификация | Примечания                                                                                               |
| ----------- | --- |
| VE-7        | Базовая модель, тренировочный двухместный самолёт                                                        |
| VE-7G       | Вооружённый двухместный разведчик                                                                        |
| VE-7GF      | Модификация VE-7G со сменным колёсным и поплавковым шасси                                                |
| VE-7H       | Тренировочный самолёт или невооружённый разведчик с поплавками                                           |
| VE-7S       | Одноместный истребитель                                                                                  |
| VE-7SF      | Модификация VE-7S со сменным колёсным и поплавковым шасси                                                |
| VE-7SH      | Модификация VE-7S с поплавками                                                                           |
| VE-9H       | Базовая модель с улучшенным двигателем, одноместный невооружённый палубный разведчик.                    |
| VE-9W       | Экспериментальный самолёт с двигателем воздушного охлаждения мощностью 200 л.с. Не пошёл в производство. |

## Тактико-технические характеристики

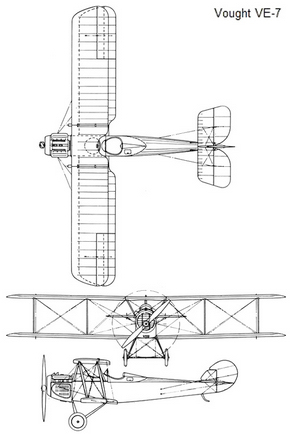
Vought VE-7

Источник данных: 

Технические характеристики
- Экипаж: 1 человек
- Длина: 7,45 м
- Размах крыла: 10,40 м
- Высота: 2,62 м
- Площадь крыла: 26,43 м²
- Масса пустого: 683 кг
- Максимальная взлётная масса: 953 кг
- Силовая установка: 1 × поршневый Wright Hispano E-2
- Мощность двигателей: 1 × 180 л.с.
- Воздушный винт: двухлопастный деревянный

Лётные характеристики
- Максимальная скорость: 188 км/ч
- Практическая дальность: 470 км
- Практический потолок: 4 500 м

Вооружение
- Стрелково-пушечное: 2 × 7,7-мм пулемёта Vickers или 2 × 7,62-мм пулемёта Browning

## Интересные факты
- Самолёты 1920-х годов не имели тормозов. При взлёте с авианосца их прикрепляли к кораблю специальными тросами, и когда самолёт набирал полную мощность, оператор на палубе по сигналу пилота откреплял трос.